# 마이크로소프트 런처
마이크로소프트 런처(Microsoft Launcher)는 마이크로소프트가 개발한 안드로이드 모바일 플랫폼용 애플리케이션 런처이자 UI이다. 2015년 10월 베타 버전으로 출시되어 2017년 10월 5일 구글 플레이 스토어에 게시되었으며, 애로우 런처보다 더 많은 커스터마이징 옵션, 아웃룩과 같은 마이크로소프트 애플리케이션의 교차 플랫폼 통합, 마이크로소프트 에코시스템으로의 더 나은 통합을 제공한다. 안드로이드 운영 체제를 대체하지는 않지만 마이크로소프트 응용 프로그램과 서비스에 초점을 맞춘 그래픽 레이어를 추가하였다.
2017년 12월, 마이크로소프트 런처는 구글 플레이에서 1,000만 다운로드에 도달했다고 보고되었다.